# Malaltia de Minamata
La malaltia de Minamata és una síndrome neurològica greu i permanent causada per un enverinament per mercuri. Els símptomes inclouen atàxia, alteració sensorial a mans i peus, deteriorament dels sentits de la vista i l'oïda, feblesa i, en casos extrems, paràlisi i mort.
La malaltia de Minamata es diu així perquè la ciutat de Minamata (el Japó) va ser el centre d'un brot d'enverinament per metilmercuri a la dècada dels anys 1950. El 1956, l'any que es va detectar el brot, van morir quaranta-sis persones. Els animals de companyia i els ocells de la zona també tenien símptomes semblants.
Entre el 1953 i el 1965 es van comptabilitzar fins a 111 víctimes mortals i més de 400 casos amb problemes neurològics. Mares que no presentaven símptomes van donar a llum infants greument afectats.
El 1968, el Govern japonès va anunciar oficialment que la causa de la malaltia era la ingestió de peix i de marisc contaminat de mercuri pels abocaments de l'empresa petroquímica Chisso. Es calcula que entre el 1932 i el 1968, any en què es va canviar el procés de síntesi per un altre de menys contaminant, es van abocar a la badia 81 tones de mercuri.
Les víctimes no van ser indemnitzades fins al 1996. Fins a l'any 2001, quan Chiso va rebre l'ordre per part del govern de netejar la seva contaminació s'havien diagnosticat 2.955 casos de la malaltia de Minamata. D'ells, 2.265 havien viscut a la zona costanera de la Mar de Yatsushiro. Els pacients poden sol·licitar compensacions econòmiques i ajuts per les despeses mèdiques. Per reduir la preocupació de la gent, el Govern japonès també ofereix exàmens mèdics als habitants de l'àrea afectada.
El reportatge gràfic de William Eugene Smith va atreure l'atenció mundial sobre la malaltia de Minamata.

## La tragèdia

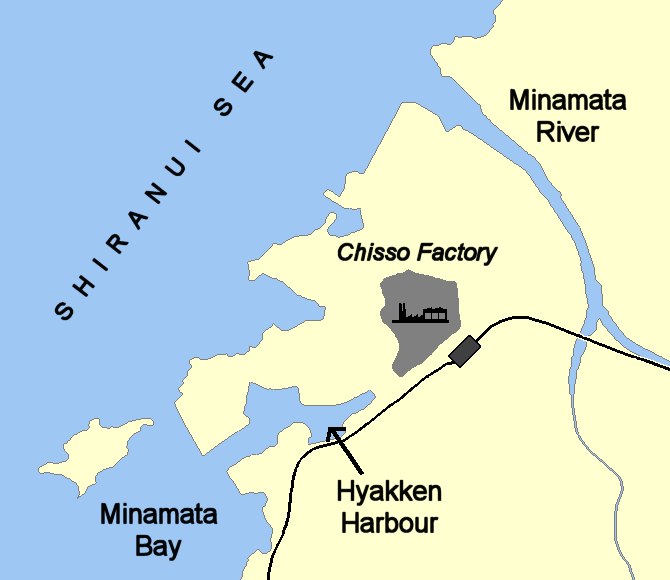
Mapa de Minamata

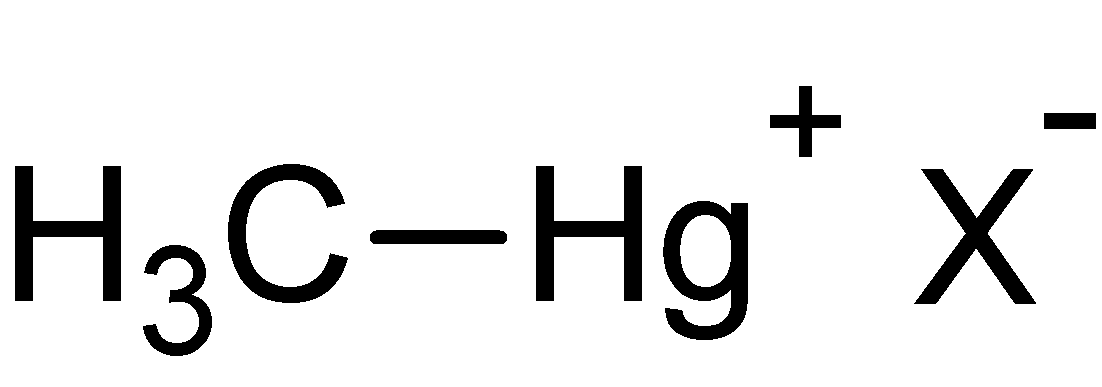
Fórmula del metilmercuri, la substància química que va causar la malaltia.

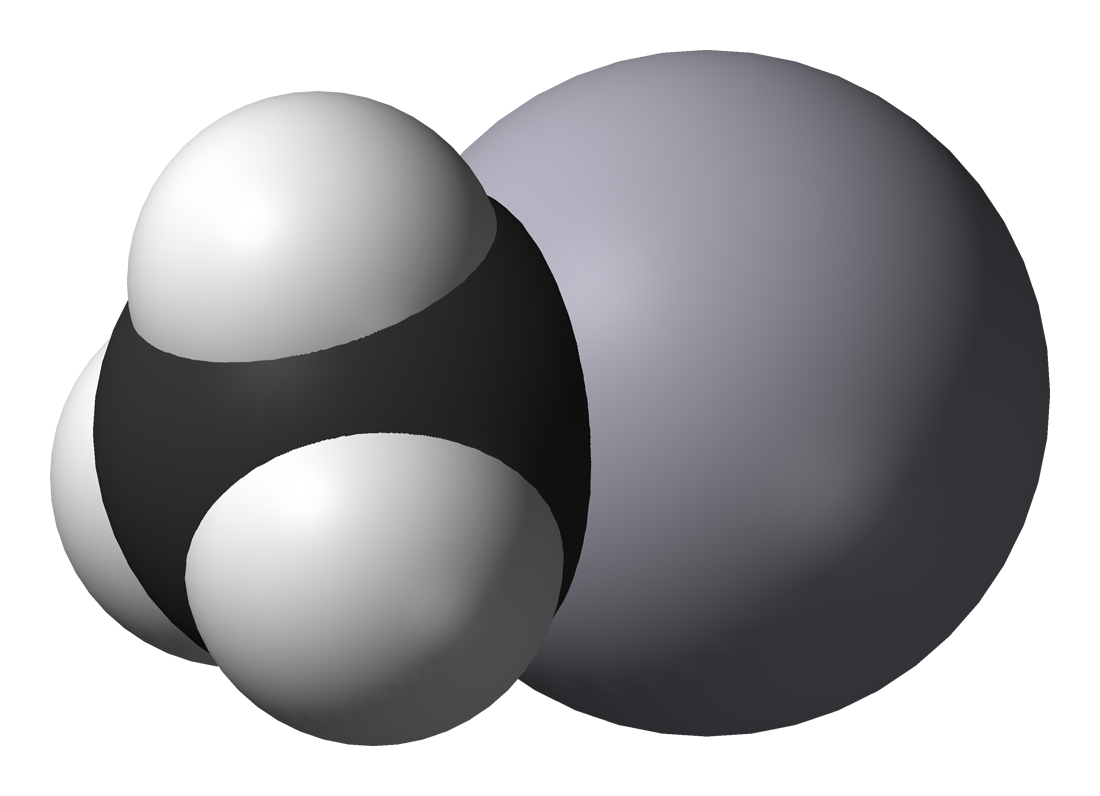
Visió en 3D del metilmercuri.

Minamata està ubicada a la costa occidental de Kyushu, l'illa més meridional del Japó (vegeu mapa). La seva inquietant història comença, a la dècada dels anys 30, ja que la ciutat seguia alimentant-se del seu patrimoni: El peix. Resumint, era un poble de pescadors pobres i agrícoles. El 1932, una fàbrica de productes químics de la ciutat japonesa de Minamata anomenada Chisso factory, va començar a utilitzar el mercuri en els seus processos industrials. Els residus amb mercuri es van descarregar, al començament, a la costa, però el 1950 i amb el creixement de la fàbrica es va construir un canal de drenatge que desembocava al centre de la badia de Minamata, d'estructura molt tancada i amb poca renovació de l'aigua. Al voltant hi vivien 10.000 persones que s'alimentaven bàsicament de peix. El 1951 van començar a manifestar-se els primers casos del que de bon començament es va considerar una epidemia.

### 1956-1958
A l'Abril de 1956 una nena del Districte de Tsukinoura de la Ciutat de Minamata va ser hospitalitzada amb símptomes d'adormiment de les extremitats,incapacitat parlar i convulsions. Dos dies més tard la seva germana va començar a patir els mateixos símptomes. A partir d'aquest moment es van descobrir més casos fins que l'1 de Maig, el director de l'Hospital de Chisso, Sr. Hosokawa, va donar l'avís d'un cas d'epidèmia que afectava al sistema nerviós central, a partir d'aquest moment es va fer conèixer com la malaltia de Minamata.
Davant d'aquesta situació i seguint el seu reconeixement oficial, el Centre de Salut, les associacions mèdiques locals, l'Hospital municipal, l'Hospital de la Planta de Chisso i la Secció de Salut de la Ciutat de Minamata establiren el Comitè de Contramesures Contra la malaltia Desconeguda de la Ciutat de Minamata. Altres iniciatives simultànies van incloure una petició d'investigació per part del Govern Prefectoral de Kumamoto a la Universitat de Kumamoto i la formació de l'Equip d'Investigació Científica pel Ministeri de Salut i Benestar (MSB; actualment anomenat Ministeri de Salut, Treball i Benestar (MTSB).
Inicialment es va sospitar d'una malaltia infecciosa com la causant d'aquest trastorn. Al Març de 1957, l'Equip del MSB anuncià: En aquest moment, se sospita d'un enverinament per consum de peix i marisc capturats a la Badia de Minamata com la raó més probable. Encara no se'n coneix l'agent tòxic que ha causat la contaminació de peixos i mariscs, però es creu que el més probable és que sigui a causa d'una substància química metàl·lica.
A l'Agost de 1957, el Govern Prefectoral de Kumamoto va optar per una política de prohibició total de la pesca a la Badia de Minamata. La resposta del Ministeri de Salut va ser que aquesta mesura no es podia fer complir de manera legal, ja que no existien evidències clares de contaminació tòxica de peixos i marisc en una àrea específica de la Badia de Minamata. Es va mantenir la restricció de la pesca voluntària de la Cooperativa de Pescadors de Minamata i es van ampliar les àrees de prohibició.
En aquest moment l'Equip del MSB havia centrat la investigació en el seleni, magnesi i tal·li com a substàncies causant de la malaltia.
Al Setembre de 1958, Chisso Corporation va canviar el sistema d'abocament d'efluents pel procés de fabricació d'acetaldehid. Anteriorment l'efluent era abocat directament al port de Hyakken a la Badia de Minamata. Amb el nou sistema, l'efluent es recollia en la Piscina de Hachiman, a la boca del Riu de Minamata. Aquest sistema va provocar l'aparició de nous afectats a prop i al nord de la boca del riu.

### 1959
A l'Octubre de 1959, el Ministeri de Comerç i Industria Internacional va ordenar a Chisso que eliminés el nou canal de desaigua i l'abocament des de la Piscina de Hachiman a la boca del Riu de Minamata es va aturar al mes de novembre del mateix any.
Al Juliol de 1959, l'Equip d'Investigació de la Malaltia de Minamata de la Facultat de Medicina de la Universitat de Kumamoto va informar que havien arribat a la conclusió que la substància causant de la Malaltia de Minamata era un compost de mercuri, probablement un compost organomercuriat. Alguns científics però, no recolzaven la teoria de l'organomercuri.
Al Novembre de 1959, a la Conferència de Coordinació Ministerial entorn de les Mesures Contra l'Enverinament d'Aliments de Minamata, un investigador de la Universitat de Kumamoto anuncià que existia la sospita d'enverminament per organomercuri causat per l'efluent de la planta. Alguns dels participants assenyalaren que no existien malalties semblants connectades a efluents d'altres plantes químiques similars i que la transformació de mercuri inorgànic a mercuri orgànic no s'havia establert amb suficient claredat.
Posteriorment el Consell d'Investigació de Salut Alimentària va entregar el seu veredicte al Ministeri de Salut i Benestar. Indicaven que la principal causa de la Malaltia de Minamata es tractava d'un compost d'organomercuriat.
Les autoritats van ordenar a Chisso que instal·lés un sistema de tractament de l'efluent. Al Desembre de 1959 Chisso va acabar les instal·lacions d'un sistema de coagulació i sedimentació. Posteriorment es descobrí que el sistema no estava dissenyat per al tractament de mercuri. Quan la fàbrica va canviar el procés de síntesi per un altre menys contaminant es va detectar que hi havia més de 81 tones de mercuri al fons de la badia i tot i així la indústria no es va tancar fins a l'any el 1969.

### 1960-1969
Des de l'aparició de la Malaltia de Minamata i els intents inicials de contenir-la, Chisso continuà produint acetaldehid utilitzant HgSO₄. La indústria era la més gran del Japó que produïa acetaldehid, compost utilitzat en la producció de plàstics. La Malaltia de Minamata va continuar creixent, fet que provocà que els danys es multiplicaren en els anys 60.
El 1968, 12 anys després del reconeixement oficial de la Malaltia Chisso va deixar de fabricar acetaldehid. S'estima que la quantitat de mercuri i compostos de metilmercuri abocats durant aquest període se situa entre 80 i 150 tones.

## Iniciatives per a confrontar la contaminació ambiental
La planta de Chisso Corporation de Minamata va deixar finalment la producció d'acetaldehid al Maig de 1968. En el cas de la planta de Kanose de Showa Denko, aquesta va deixar la producció al Gener de 1965, previ al reconeixement de la malaltia de Minamata a Niigata al Maig de 1965.
La finalització dels processos de manufacturació abans mencionats, juntament amb les restriccions de la pesca, va donar la impressió, el 1966, que la possibilitat d'estar exposat a suficient metilmercuri com per a contraure la Malaltia de Minamata al voltant de la badia de Minamata i de la conca del Riu Agano, era pràcticament inexistent.
Tot i que es van aturar els abocaments de compostos de metilmercuri, va ser necessari remoure els sediments propers als punts de descàrrega per retirar el mercuri que allà s'havia dipositat i que podria ser la causa de la contaminació de l'aigua i éssers vius de l'ecosistema.
Entre 1977 i 1979, el govern prefectoral de Kumamoto dragà prop d'1,5 milions de metres cúbics de sediment que mostrés una concentració de mercuri per sobre del valor referencial (25ppm). Aquesta operació es basà en la "Llei al pagament dels costos de les activitats preventives contra la contaminació per part dels contaminants" (Llei No. 133 de 1970) que estableix les normes pel repartiment dels costos dels projectes que el govern central i local emprenguin per a prevenir la contaminació causada per part dels contaminants.
Aquests costos van ser pagats per Chisso Corporation, el govern nacional i el govern prefectoral de Kumamoto. El cost total va ser la suma de les aportacions de Chisso, ¥30 mil milions, i ¥9 mil milions provinents de cadascun dels governs involucrats. També es van dur a terme dragats al port de pesca de Marushima i al Canal de Marushima-Hyakken

### Mesures amb relació a la pesca

#### Instal·lació de xarxes divisòries
El 1975, el govern prefectoral de Kumamoto, instal·là xarxes divisòries per a contenir als peixos contaminants dins la badia de Minamata. L'any 1997 es va comprovar que els nivells de mercuri per a set espècies es trobava sota els valors de control (entre 0.3 i 0.4 ppm) al llarg de tres anys consecutius, així com la millora del medi ambient marítim, fet que provocà que l'alcalde de la prefactura de Kumamoto declarés la correcta seguretat de la badia de Minamata i retirés les xarxes divisòries.

#### Restriccions a la pesca
Sospites raonables que la Malaltia de Minamata era causada per la ingesta de peixos i mariscs, van començar a emergir a la badia de Minamata al voltant del 1956. Basant-se en això, el govern local de Kumamoto va realitzar orientacions per a fomentar l'abstenció a la ingesta de peixos i mariscs capturats a la badia de Minamata. A més a més, les autoritats van aconsellar a la cooperativa de pescadors de la ciutat de Minamata, que evitessin voluntàriament realitzar activitats de pesca dins la badia. Aquesta abstenció voluntària (autoimposada), la prohibició de la pesca basada en l'acord d'indemnització a companyies pesqueres i la compra obligatòria de peixos capturats localment va durar fins a l'Octubre de 1997, quan les xarxes divisòries van ser retirades de la Badia de Minamata. Al llarg d'aquest període Chisso Corporation van pagar indemnitzacions a les pesqueres. Pel que fa al Riu Agano, el govern prefectoral de Niigata va regular les activitats de pesca de les cooperatives pertinents i va orientar a la població local per a evitar la ingesta de peix i marisc capturats localment. Tanmateix, Showa Denko va pagar indemnitzacions.

### Reducció de la utilització de mercuri en processos de producció
Entre altres processos de producció en els quals es fa servir mercuri, hi són la fabricació de sosa càustica (NaOH), clorur de vinil i acetaldehid. Però el Japó ha adoptat només els mètodes de producció que no fan servir mercuri.

#### Reducció de la demanda de mercuri en l'obtenció de sosa càustica (1973)
La sosa càustica és una típica substància alcalina forta i és àmpliament utilitzada com a compost per al refinament i dissolució de metalls, eliminació d'impureses, blanquejant, neutralitzador, suavitzant, producció de sabó, detergents, etc.
Aquest compost es pot generar amb clor i hidrogen a través del procés d'electròlisi de la sal de mar. Existeixen diverses maneres de dur-ho a terme: procés de membrana d'intercanvi d'ions, procés de diafragma i el procés de mercuri. Durant el període de ràpid creixement de la postguerra al Japó, la sosa càustica es produïa principalment via procés de mercuri. El nivell de  tecnologia feta servir pel procés del mercuri en aquell moment era dels més alts del món. Més de la meitat de la sosa càustica utilitzada al Japó provenia del procés de mercuri al voltant dels anys 70.
Veient els desastres provocats el govern nacional va decidir forçar l'ús d'un sistema tancat a les plantes de sosa càustica que fessin servir el procés per mercuri i fomentar la conversió al procés per diafragma. Com a resultat dels esforços per fomentar aquesta conversió per part de l'Associació de la indústria de la sosa del Japó, el consum de mercuri per tona de sosa produïda va caure de 113,9g el 1973 fins a 2,3g el 1979. El 1986 el procés per mercuri ja havia estat totalment erradicat de la producció de sosa càustica al Japó.

### Reducció del vessament de mercuri al medi ambient
El Japó està implementant una sèrie de mesures en paral·lel amb les institucions jurídiques globals relacionades amb el medi ambient amb la finalitat de prevenir la contaminació per mercuri i protegir així la salut humana i la preservació de l'hàbitat.
Quant a la qualitat de l'aigua, s'han establert unes normes ambientals comuns en tot el país com ara regulacions a accedir, en el relatiu a la zona pública, l'aigua subterrània. Per a assegurar el compliment, s'estan duent a terme controls de vessaments d'aigua i regulacions de permeació d'aigües residuals a les fàbriques.
Quant a aquestes aigües residuals, a part de les normes comuns en tot el país, el govern local pot establir unes normes més estrictes.
En lo relatiu al sol, s'han establert normes i restriccions a la quantitat de mercuri continguts en abocaments i dissolucions.
Quant a l'aire, s'han definit valors d'índex per a reduir el risc per a la salut humana, i diverses fàbriques de la zona local ja estan disminuint la reducció d'abocaments de manera voluntària.
Moltes empreses que fan servir mercuri i derivats del mercuri als seus processos, estan obligades a comunicar la quantitat d'abocaments al medi ambient i la quantitat de mercuri que aquests contenen, a part de la  freqüència amb la qual aquests es traslladen tot seguint el sistema de Registre de Transferència de Contaminants (RETC)

## Efectes
El metil mercuri ingerit s'absorbeix pel sistema intestinal. Forma complexes amb la cisteïna lliure i amb proteïnes i pèptids que contenen aquest aminoàcid. El complex metilmercuri-cisteïna és reconegut per proteïnes com la metionina, aminoàcid essencial. Degut a aquest mimetisme, és transportat lliurement per tot el cos, a través de la sang, al cervell i a través de la placenta, on és absorbit pel fetus. Aquesta forta unió entre el proteïnes i metil mercuri, aquest no s'elimina fàcilment. El metilmercuri té una vida mitjana a la sang humana d'uns 50 dies aproximadament.
En nens que durant l'embaràs de les mares, aquestes estaven exposades al metil mercuri s'observa pèrdua del Coeficient Intel·lectual, disminució en habilitats del llenguatge, dèficit d'atenció i memòria. En el cas d'adults exposats a aquest compost s'observà major risc de malalties cardiovasculars, i més possibilitats de patir un atac de cor. Alguns estudis també indiquen que el metilmercuri pot causar efectes autoimmunes en persones sensibles, pèrdua de la coordinació física, ceguera i pèrdua del camp visual.